# Ateismekritik
Ateismekritik eller kritik af ateisme (engelsk: Criticism of Atheism) er kritik af ateismens begreber, gyldighed eller effekter, herunder af dens politiske og sociale implikationer. Kritikken findes i mange forskellige former og er baseret på videnskabshistorie, filosofi, natur- og samfundsvidenskab, teologi og etik. Ateismekritik er det modsatte af religionskritik.

## Former for ateismekritik

### Ateismens etiske og moralske konsekvenser
En del af ateismekritiken har historisk set været baseret på en fremstilling af mulige negative moralske og etiske konsekvenser af ateismen. Der findes mange forskellige former for etisk kritik af ateismen, og en af de mest kendte kom fra den tyske filosof Immanuel Kant. Han påstod, at ateisme var uetisk og udtryk for moralsk forfald. Selv om den moralske ateismekritik var mest udpræget mellem det 18. og 20. århundrede, findes den også det 21. århundrede. Nyere etiske kritikere mener, at ateisme er baseret på en materialisme, som har negative moralske konsekvenser.

### Ateismens sociale og politiske konsekvenser
En anden del af ateismekritikken har fokuseret på de mulige negative konsekvenser, som ateisme menes at have for samfundet og de sociale relationer eller for staten og den politiske udvikling:
Ifølge en gruppe af disse kritikere kan ateismen udvikle en totalitær eller ekstrem tankegang og opføre sig polemisk og aggressivt over for folk, der er kritiske eller tænker anderledes end dem selv. Disse kritikere påstår, at en del af ateismen i det 21. århundrede har antaget en militant form og er blevet tiltagende intolerant og missionerende og udfører et korstog mod troende. Nogle af disse kritikere påstår, at denne del af ateismen kan udvikle sig til ekstremisme, der kan være til fare for stabiliteten, demokratiet og det pluralistiske civilsamfund..
For en anden gruppe af disse kritikere er der en historisk sammenhæng mellem ateisme og moderne totalitarisme . Herunder hævder nogle forfattere, at Sovjetunionen, det maoistiske Kina og Khmer Rouge-regimet i Cambodia var ateistiske stater, hvor religiøse mennesker blev forfulgt.. Enkelte andre forfattere opfatter også fascismen og nazismen som ideologier, der ikke nødvendigvis var rent ateistiske, men havde ateistiske elementer, og stod bag forfølgelse af jøder og kristne præster. .  

### Ateismens gyldighed
En tredje form for kritik har været filosofisk eller videnskabelig og hævder, at ateismen er ugyldig. Den form for ateismekritik kan føres helt tilbage til oldtiden og findes også inden for den moderne filosofi og teologi. En del af denne kritik går på, at ateismen hviler på ulogiske eller irrationelle argumenter. Et kendt eksempel er filosoffen Anthony Flew. Han hævdede allerede i 1970’erne, at ateismen bygger på en falsk argumentation, da den påstår at kunne vide, at der ikke findes nogen gud. Ifølge Flew er dette dog ikke logisk muligt at vide i en egentlig forstand, og ateismen bygger derfor på tro i stedet for fornuft og videnskab, siger han.
En anden del af denne kritik hævder, at nyateismen hviler på en misforståelse af religion, herunder at religion er lig gudstro, og derfor både er filosofisk og videnskabeligt ugyldig . Herunder har nogle forskere prøvet at vise, at der ikke nødvendigvis er noget modsætningsforhold mellem ateisme og religion, idet religioner som buddhismen, dele af hinduismen, konfucianismen og daoismen ikke er baseret på tro på guder. Andre har derimod hævdet, at religion er et menneskeligt grundvilkår, som ateister ikke forstår, og at ateismen er symptom på en stigende åndløshed .. ”. 
En tredje del af denne kritik påstår, at ateismen er ugyldig ved at være tro snarere end afvisning af tro, og derfor er af religiøs karakter : . Den kritik har været meget udbredt internationalt, og de stærkeste kritikere argumenterer for, at nyateismen er lige så dogmatisk som religiøs fundamentalisme.. Nogle af disse kritikere hævder, at ateismen faktisk er en religion, der bygger på tro, dels fordi den i sin afvisning af Guds eksistens, fremsætter en påstand om tilværelsen, der ikke kan bevises”.. Dels fordi den såkaldte nyateisme også opfatter mennesket som et rent biologisk væsen, hvilket menes at give et reduktionistisk og dogmatisk livssyn.
En fjerde del af denne kritik hævder, at ateismen som ideologi er baseret på metafysik snarere end videnskab. Ifølge denne kritik bygger ateismen således på spekulationer om verdens beskaffenhed, snarere end på videnskab og forskning. Kritikerne mener, at ateister blot misbruger videnskabelige teorier som evolutionsteorien til at fremsætte metafysiske påstande om, at der ikke findes nogen Gud, hvilket imidlertid ikke er en del af evolutionsteorien.

## Indvending
En indvending mod kritikken, at totalitære ateister er onde, går ud på, at det ikke er muligt at slutte fra ateisme til ondskab. Ifølge indvendingen var Hitler og Stalin ikke onde, fordi de var ateister, men pga. andre faktorer.